# 相沢みなみ
相沢 みなみ（あいざわ みなみ、1996年〈平成8年〉6月14日 - ）は、日本のDJ。元AV女優である。清泉女子大学卒業。
女優時代の所属事務所はApricity。2024年からはpixeL（ピクセル）名義で活動している。2024年12月よりバーニングプロダクション取締役副社長。

## 略歴
「19歳のエロ美少女」として大学生時代にデビュー。いわゆる富裕層の家庭に育ち、小学生時代は16時、高校時代も19時が門限という厳しい家庭に育つ。勉学にも熱心な家庭で得意科目は英語。著名私立大学も難なく入れたという。
デビューのきっかけは大学1年の時に繁華街でスカウトされたこと。これまでも雑誌のスナップモデルを幾度か経験しスカウト自体は何度もあったが、AV業界という不安や怪しさから断り続けていた。それでも1年以上粘り強く口説かれ続け、ここまで熱量を持たれるのは今までなく、人間として面白いと思ったこと、自分自身このまま地味な人間になるのが嫌だったことを理由に大学2年の時に所属を決めた。デビューまでの経験人数は3人。
AVデビューを親にばれることは避けたかったため、21時までに撮影を終え門限までに送り届けるなど事務所側、メーカー側ともに配慮していたが、親友からの密告によってすぐに芸名がバレ、大反対された。高校時代の友人にも伝わったが、彼らからはネガティブな反応はなかったという。
デビュー時は親バレを最大限避けるためパブ禁（パブリシティ禁止 =各種メディアでの宣伝をしないこと）であったが、前述のようにすぐに伝わってしまったため、以降はどんどん前に出るようにしている。大学卒業後はAV女優に専念。
2019年3月1日、FANZAアダルトアワード2019最優秀女優賞にノミネート。5月12日、最優秀女優賞を受賞。
事務所はデビュー以来44グループ・E-pointに所属していたが、自身をスカウトした事務所社長が2019年9月に白血病のために37歳の若さで死去したことを受け、2020年3月に44グループのApricityに移籍した。
2020年12月、「FLASH 2020年現役最強セクシー女優BEST100」読者投票・第7位選出。2021年4月に発表された『アサヒ芸能』「2021現役AV女優SEXY総選挙」で第17位。
2021年6月、相沢への取材をもとに本橋信宏が『私小説‐相沢みなみ』を『小説現代』2021年7月号で発表。同年8月発表「読者300人が選んだFLASH 2021セクシー女優ランキング」読者投票40位。2021年12月、アサヒ芸能が独断と偏見で選ぶ「アサ芸AV大賞」で全裸監督賞を受賞。選者の村西とおるは「かつてないほどにパンツの中に迸りを感じた」と推薦理由を述べている。
FANZA発表2021年年間AV女優ランキング17位を獲得。2022年5月に発表されたアサヒ芸能「2022現役AV女優SEXY総選挙」で第4位。

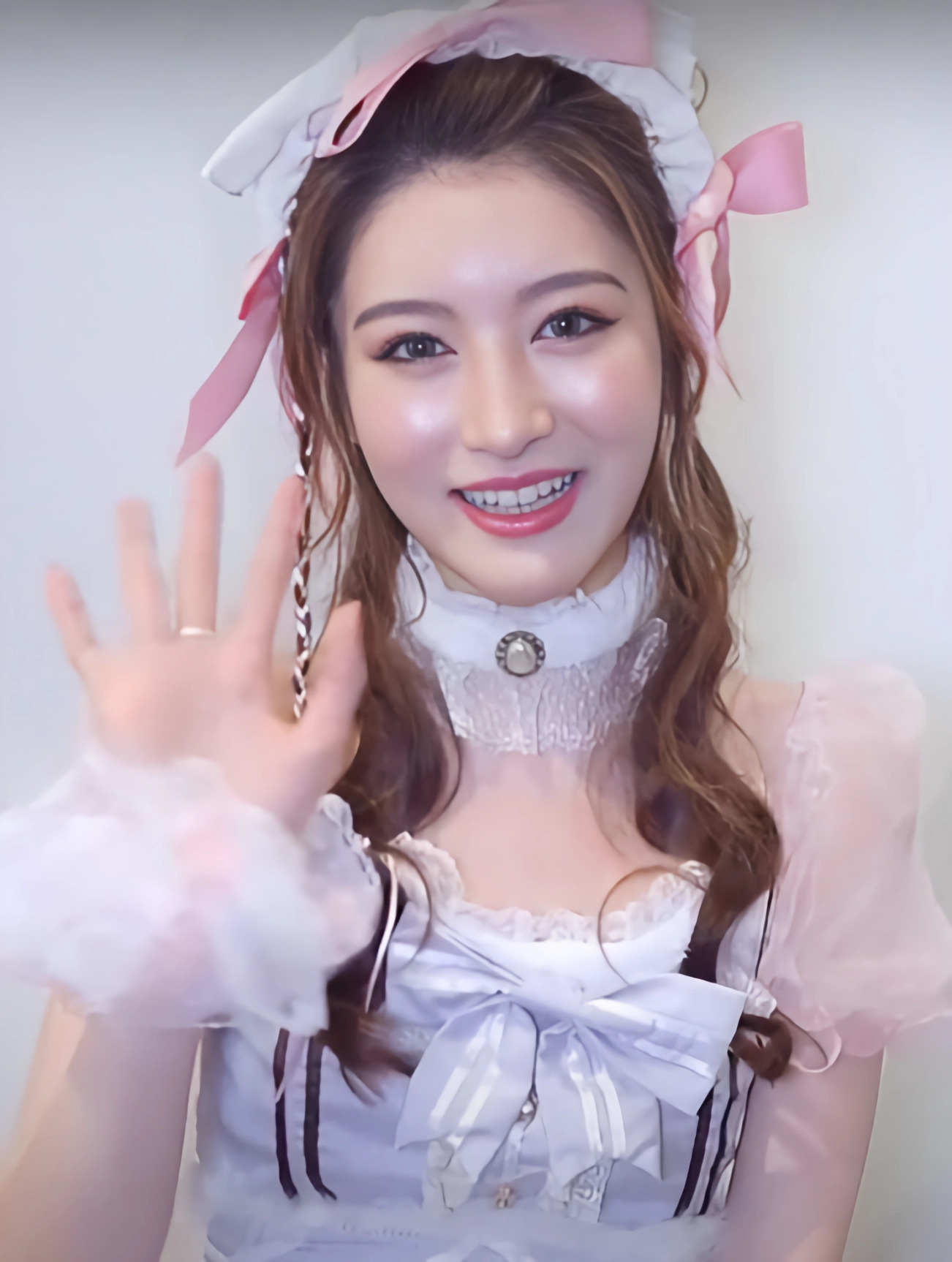
台湾 Syntrend での台北アスリートのトレーディングカード・エキスポに出席した（2023年）

2023年1月2日週FANZA通販フロアランキングにて『先生…今日、泊まっていい?実習期間中、ホテル暮らしのボクは生徒に迫られ、まさかの相部屋に…彼女は困惑するボクを誘惑し朝が来るまでひたすら痴女り続けた。 相沢みなみ』が1位を記録。同年4月3日週FANZA通販フロアランキングにて、共演作『三上悠亜と新ありなと相沢みなみ』 （ブルーレイディスク版）が初登場1位を記録。4月10日週ランキングでも1位。同作は2023年上半期DVDランキング1位も記録した。
2023年5月に発表されたアサヒ芸能「2023現役AV女優SEXY総選挙」第5位。
2023年6月2日、台湾のイベントにてAV女優としての現役引退を電撃発表。前述のスカウトしてくれたE-point社長が死去し、引退を考えたこと。しかし社長が残した相沢みなみを私が潰すわけにはいかないと思ったこと。コロナ禍の約3年間である程度気持ちの整理がつき、ファンにお礼を言える環境にもなったこと、「（死別した）社長もきっと笑顔でお疲れ様と言ってくれてる様な気がした」ことなどを理由に挙げた。中時新聞網では引退後の台湾や香港での活動を示唆し、報道した。
FANZA発表・2023年上半期AV女優ランキング7位。
同年8月6日、出演するドラマ『東京愛情動作故事』（myTV SUPER）の宣伝告知のため、 香港で会見。同年8月16日、ヒューリックホール東京にて開催された「三上悠亜生誕＆引退イベント」に友人として駆け付け登壇した。
9月25日週FANZA通販フロアランキングで『相沢みなみ 引退 COMPLETE BEST 48時間BOX』が1位を記録。2023年10月14日週ランキングでは3位。
AV引退後は前述のように香港でドラマ出演するなど女優業のほか、台湾のイベント「S2O Taiwan潑水音樂節」に出演するなどモデル、インフルエンサーとして活動。2024年8月25日、何をしても「元AV女優」として扱われ、復帰か過去の話ばかりで過去の栄光にしがみついているような状況にけじめをつけるため、『相沢みなみ』としての活動を卒業することをSNSにて英語と日本語で投稿。各アカウント名を「Minami」に変更した。なお、過去のAV活動について後悔があるわけではなく、否定するものではない。
その後、11月にニックネームであったPIXY（ピクシー）からヒントを得た「pixeL」（ピクセル）に活動名を変更。ハワイを中心にDJとして活動するほか、2025年1月11日に音楽配信デビューする。
同年3月、配信デビュー日である1月11日に実業家・周防彰悟と結婚したことをデイリー新潮が報道した。2024年12月よりバーニングプロダクション取締役副社長就任。2025年1月よりバーニングパブリッシャーズ、琉球ゴルフ倶楽部を運営する玉城園地取締役。

## 人物
- 出生地は香港[38]。小学校低学年までアメリカで過ごした帰国子女。アメリカはその後、高校の留学で過ごしたのみであるが、大学の専攻も英語だったことで日常会話は苦にしていない[39]。海外からのファン対応も英会話で応じている。2019年には台湾でのインタビュー取材も英語で応じていたが、この際は「小學英文」（プライマリーイングリッシュ）と評されている（ただしこれは相沢の小学3年生までしかアメリカに住んでいなかった＝性的な専門用語が英訳できないという自身を卑下した言葉を引用したもの）[40]。
- 日本に転校してきた小学生時代は言葉の難しさに「つらいと思うことが多かった」と述べている[41]。この経験を父親に相談した結果、多少の躓きも「勉強になった」とプラス思考に納得するようにしており、「信じるべきものは自分」を座右の銘としている[41]。
- 趣味はロジカルなアクセサリー作り[42]。既存のピアス等を分解しパーツを取り出し素材にすることもあり、KAI-YOUでの取材では理系脳と分析されている[39]。
- 芸名の「相沢」は恩人であるE-point社長の苗字から取ったもの[27]。
- AVライターの芝田カズはAV女優時代の相沢評を「清楚な女の子が実はめちゃくちゃエロかったというのが当たり役だった」と論評[43]。俳優・渋江譲二は「乱れまくってもけして下品にならないエレガントな淫靡さが魅力だった」と評している[43]。

## 作品

### アダルトビデオ
- FIRST IMPRESSION 103衝撃!不世出の19歳アイドルAV女優誕生!こんなカワイイ顔してとってもHが大好きです!（9月1日、アイデアポケット、AVOP-201）
- 解禁 人生初顔射×4SEX〈初〉顔射×ローションプレイ×デカチン×コスプレ3P 未体験プレイで「みなみ」の体を大胆に開発!（10月1日、アイデアポケット、IPZ-828）
- めちゃカワ転校生と学校でしようよ!（11月1日、アイデアポケット、IPZ-844）
- 僕とみなみの甘～い同棲性活（12月1日、アイデアポケット、IPZ-860）

- そんなコトされたら…もぅ､イッちゃいます!絶頂無限ループに陥った（1月1日、アイデアポケット、IPZ-875）
- わたし、犯され過ぎて… 女子校生凌辱記 汚され続ける学級委員長（2月1日、アイデアポケット、IPZ-891）
- ボクのかかりつけはみなみ先生（3月1日、アイデアポケット、IPZ-910）

- 溢れ出る精子!飛び散るザーメン!美顔汚染（4月1日、アイデアポケット、IPZ-931）
- HIP ATTACK（5月1日、アイデアポケット、IPZ-947）
- 調教されたアイドル 首絞め!潮噴き!連続スパンキング!乳首ひねり!イキ過ぎた調教姦!（6月19日、アイデアポケット、IPZ-964）
- 突撃！単体女優相沢みなみが噂の風俗店に体当たりガチ潜入リポート!リフレからデリヘル、マットヘルスに会員制乱交パーティーとカラダとアソコを張りまくって潜入取材してきました!（7月19日、アイデアポケット、IPZ-979）
- 体液ダダ漏れジューシーFUCK 愛液･涎･潮･汗･涙 みなみの天然水を味わい尽くす（8月19日、アイデアポケット、IPX-002）
- デリバリーSEX あなたの自宅に相沢みなみをお届けします ファンの要望に応える3本番＋汚いおちんぽ即尺即ヌキ（10月1日、アイデアポケット、IPX-018）
- 売られた愛嬢 幸せな家庭を襲ったDQNグループの鬼畜訪問（10月19日、アイデアポケット、IPX-034）
- 日常に潜むフェチマニアックス 身近にあるエロシチュエーションをそのまま映像化!（12月1日、アイデアポケット、IPX-058）

- 絶頂覚醒 開発された美女の性感帯!相沢みなみの眠れる性欲を無理矢理叩き起こす!（1月1日、アイデアポケット、IPX-075）
- みなみとガチ恋 妄想拗らせたボクのち○ぽ勃ちっ放し興奮シチュエーション（2月7日、アイデアポケット、IPX-091）
- 狙われた通学路 共謀痴漢電車（3月7日、アイデアポケット、IPX-104）
- いいなり見習い失禁メイド ご主人様の要望ならみなみは従順なペットになります（4月1日、アイデアポケット、IPX-118）
- 初BEST みなみちゃんが恋人 SWEETBOX8時間（4月13日、アイデアポケット、IDBD-773）
- ぶっかけ大乱交 ハメっぱなしイキっぱなしノンストップ乱痴気騒ぎファック!!ち○ぽ20本 ザーメン20発 みなみの美顔に襲い掛かる (5月19日、アイデアポケット、IPX–146)
- 義父との性交快感に蝕まれ完墜ちした幼妻…（6月19日、アイデアポケット、IPX-159）
- 生意気な妹にニーハイを履かせ僕だけの「絶対領域」を誕生させ僕好みに痴女らせた（7月19日、アイデアポケット、IPX-177）
- 奴隷になり下がった令嬢の屈辱調教 拉致られた先に待っていたのは犯され続ける監禁地獄（8月19日、アイデアポケット、IPX-193）
- 地味な読書女子サイレントレ×プ 周りに犯されている事を知られたくなくて必死に声を押し殺しました 相沢みなみ（9月13日、アイデアポケット、IPX-203）
- BEAUTY VENUS 5（10月13日、アイデアポケット、IPX-219）共演：橋本ありな、山岸逢花
- 中年好きな文学美少女に身動きできない状態でじっくりねっとり痴女られる。 相沢みなみ（11月10日、アイデアポケット、IPX-232）
- 犯され続けた相沢みなみ8時間凌辱BEST 6作品16コーナー収録 (12月13日、アイデアポケット、IDBD–793) ※単体ベスト
- 「もうイッた!イッたから止めて!」絶頂後にぶっちぎりの追撃弾丸ピストン 待望の人気シリーズに満を持して参戦!（12月13日、アイデアポケット、IPX-246）

- 他の生徒の目を盗んでボクだけにパンチラ誘惑するみなみ先生 相沢みなみ（1月13日、アイデアポケット、IPX–258）
- 1ヶ月間禁欲し彼女のいない数日間に彼女の親友と気が狂うくらい一心不乱にセックスしまくった 相沢みなみ 合計8回の密着性交（2月13日、アイデアポケット、IPX–273）
- 2018年相沢みなみ全12タイトルまるごと8時間BEST (4月13日、アイデアポケット、IDBD–798) ※単体ベスト
- 密着120日ドキュメント 禁欲覚醒 震える程のセックス断ちの果てに 相沢みなみ（7月13日、アイデアポケット、IPX–342）
- 出張先相部屋NTR 絶倫の上司に一晩中何度もイカされた女子社員 相沢みなみ（8月13日、アイデアポケット、IPX–358）
- 中年おじさんと見つめ絡み感じ合う欲望セックス4本番SP ねっとり舌を絡ませひたすらお互いを求める濃密性交 相沢みなみ（9月13日、アイデアポケット、IPX–372）
- おじさん大好き痴女美少女が中年チ○ポを射精へ誘う焦らし寸止め舐めまくり性交 相沢みなみ（10月13日、アイデアポケット、IPX–387）
- 絶頂117回!大痙攣141回!潮吹き8100cc!エロス極限突破トランス絶頂FUCK 相沢みなみ（11月13日、アイデアポケット、IPX–402）

- みんにゃのみ～にゃ デビューから3年間が全部詰まったPREMIUMBOX8時間30作品 相沢みなみ（1月13日、アイデアポケット、IDBD-812）※単体ベスト
- 卒業式、教え子達に屈辱的に輪●されたワタシ… 相沢みなみ(5月9日、アイデアポケット、IPX–494)
- ドS痴女メンズエステの死ぬほど気持ちいい強●射精 相沢みなみ（9月13日、アイデアポケット、IPX–543）[44]
- 隣人入居者の絶倫喘ぎ声に欲情してしまったワタシ… 若いち○ぽを貪り放題!!管理人NTR 相沢みなみ （10月13日、アイデアポケット、IPX–557）
- フェラだけでイカせてあげる 相沢みなみフェラチオSPECIAL8時間BEST 30タイトル!30コーナー!30発射!（10月13日、アイデアポケット、IDBD-981）※単体ベスト
- 時間の限り永久発射!!無制限ぶっ通し射精ソープ ヌキに抜かれた合計13発射 金玉空っぽになるまで帰しませんよ 相沢みなみ(11月13日、アイデアポケット、IPX–571)
- 極フェラチオSpecial オマ○コよりも気持ちいいみなみのちんしゃぶしゃぶ 相沢みなみ(12月12日、アイデアポケット、IPX–588)

- 死ぬほど大嫌いな上司と出張先の温泉旅館でまさかの相部屋に… 醜い絶倫おやじに何度も何度もイカされてしまった私。 相沢みなみ（1月13日、アイデアポケット、IPX–604）
- パンストお姉さんの淫乱騎乗位 相沢みなみ（2月13日、アイデアポケット、IPX–620）
- 距離感近い美人OLの無防備パンチラ誘惑 相沢みなみ（3月3日、アイデアポケット、PFES–012）
- 欲求不満な上司に相部屋で朝まで痴女られ続けたボク 巨チンが取り柄のボクは性欲尽きるまで一晩中犯●れまくり 相沢みなみ（4月13日、アイデアポケット、IPX–649）
- 「終電ないならウチおいで」僕の恋人が家で待ってるのに、 終電逃がし同僚女子社員の家に泊まる流れに…ノーパンノーブラ部屋着に興奮した絶倫のボクは一晩中ヤりまくった。。。 相沢みなみ（5月13日、アイデアポケット、IPX–666）
- 教師失格 放課後にラブホで密会 娘ほど年の離れた教え子との淫美なセックスに溺れた私は…。 相沢みなみ（6月13日、アイデアポケット、IPX–680）
- 禁欲の果て、汗と絶頂汁まみれで交わりまくった3日間 相沢みなみ（7月13日、アイデアポケット、IPX–697）
- ボクの童貞ち○ぽを弄んだ痴女先生の事が忘れられなくて… 相沢みなみ（8月13日、アイデアポケット、IPX–714）
- ≪ノーパン≫と≪ディープキス≫誘惑に理性を失い仕事があるのに何度も何度もヤリまくった1日。「みなみ」史上最もLOVE 相沢みなみ（9月13日、アイデアポケット、IPX–732）
- 昔、ボクにエグいイジメをかました同級生への報復に溺愛娘を身代わり復讐レ×プ（10月13日、アイデアポケット、IPX–750）
- 最高の美少女と交わすヨダレだらだらツバだくだく濃厚な接吻とセックス（11月9日、アイデアポケット、IPX–766）
- 相沢みなみEROTIC BOX 8時間ベスト セックスに溺れセックスに恋したみなみのドエロいSEX 12タイトル!（11月9日、アイデアポケット、IDBD–855）※単体ベスト
- ▲We are ideapocket!アイポケキャンペーンSpecial DVD!（11月11日、アイデアポケット）※15名撮りおろしオムニバス
- 死ぬほど嫌いな義父の大好物は女子〇生のワタシでした… (12月10日、アイデアポケット、IPX-784)

- 「寝てるだけでイイヨ」仕事帰りに直行!やみつきドスケベ添い寝リフレ【完全受け身型】やられ放題の快感射精店（1月7日、アイデアポケット、IPX–801）
- 出張先が記録的豪雨で童貞部下と突然相部屋に…雨で濡れた身体に興奮した部下に襲われ朝まで9発のびしょ濡れ絶倫性交（2月8日、アイデアポケット、IPX–819）[45]
- 相沢みなみと過ごすヤリまくり温泉旅行ドキュメント!ハメ撮り!すっぴん!ほろ酔い!エロ曝け出すハメ撮りSEX!(3月8日、アイデアポケット、IPX–838）
- 美人家庭教師みなみ先生の接吻レクチャー個人レッスン(4月13日、アイデアポケット、IPX–857）
- 死ぬほど気持ち悪い上司のデカチンに何度もイカされる屈辱レ×プ 変態上司にザーメンマーキングされた(5月10日、アイデアポケット、IPX–873)
- 新入社員歓迎会で酔いつぶれた僕が会社の受付嬢に逆お持ち帰りされ朝まで精子搾り抜かれた一夜。(6月14日、アイデアポケット、IPX–889)
- おしゃぶりナースの徹底フェラチオ射精管理 (7月12日、アイデアポケット、IPX–906)
- あなたが家を空ける朝から晩、お義父さんのベロ舐め舌技にイカされ続け… 私だけに勃起する変態義父の屈折NTR(8月9日、アイデアポケット、IPX–922)
- 身代わり肉便器 射精しても射精しても終わらない絶倫極道オヤジとの10日間監禁生活 (9月13日、アイデアポケット、IPX–939)
- 万引き少女…何発ヤッても帰してくれないしつこい追姦ピストンレ×プの悲劇。 (11月09日、アイデアポケット、IPX–956)
- セックス大好きお姉さんに郊外ラブホで朝を迎えるまで痴女られ続けたボク (12月13日、アイデアポケット、IPX–973)[43]

- 先生…今日、泊まっていい?実習期間中、ホテル暮らしのボクは生徒に迫られ、まさかの相部屋に…彼女は困惑するボクを誘惑し朝が来るまでひたすら痴女り続けた。 (2月14日、アイデアポケット、IPX–998)
- 相沢みなみCUTIE BEST8時間10作品20本番 (3月13日、アイデアポケット、IDBD–888) ※単体ベスト
- 家庭訪問先のゴミ部屋親父に媚薬キメセクかまされイカされ続けた潔癖クソ真面目女教師 (3月14日、アイデアポケット、IPZZ–003)
- 焦らされいじられ転がされさんざんち〇ぽ弄んだ挙句、何度も情けな発射させられるルーインドオーガズム地獄 (4月11日、アイデアポケット、IPZZ–024)
- 逆痴漢で目覚めたボクのM属性を刺激する制服女子の羞恥痴女プレイ (5月9日、アイデアポケット、IPZZ–039)
- 三上悠亜と新ありなと相沢みなみ (5月9日、エスワン、SSIS-698) 共演：三上悠亜、新ありな
- 人妻自宅エステサロン 醜いゲス隣人の絶倫チ○ポで何度も何度もイカされてしまった美人エステティシャン 相沢みなみ (6月13日、アイデアポケット、IPZZ–054)
- 相沢みなみ 引退 COMPLETE BEST 48時間BOX（11月1日[要検証 – ノート]、アイデアポケット）

### アダルトVR
- 相沢みなみ初VR 長尺VR エロかわ新人ナースの超接近イチャあま誘惑セックス（2018年7月19日、アイデアポケット)
- VR長尺!ボクのことがだいだいだ～ぃ好きなみなみと過ごすイチャラブchuchu同棲ライフ!相沢みなみ（2018年10月13日、アイデアポケット）
- 初HQVR!カノジョのお姉さんの果てしない誘惑淫語で脳みそとチ○ポがトロトロにとろけちゃう!! ヒワイな顔と声でボクの全てを支配する相沢みなみのバイノーラル高音質淫語×ハイクオリティー高画質VR!! (2019年9月27日、アイデアポケット)
- 誘惑お姉さん相沢みなみのいやらしい舌とよだれをた～っぷり味わえる濃厚接吻SEX VR!!唾液まみれになったボクのチ○ポで騎乗位絶頂＆キスしまくりハイクオリティー高画質!!（2019年11月14日、アイデアポケット）
- 強制射精させるド痴女メイドリフレVR 相沢みなみ(2020年03月26日、アイデアポケット)
- HQ初同棲 相沢みなみをボクだけ独占!キスしまくりおっぱい舐めまくりち○ぽいじられ放題!46時中セックス中毒なボクらのイチャハメ神同棲（2020年10月29日、アイデアポケット）
- 人気No.1出張風俗嬢みなみのコスプレSP 家庭教師でおしゃべりJOI!チアガールでフェラチオ応援!にゃんにゃん猫で甘えん坊SEX!相沢みなみ（2020年12月3日、アイデアポケット）
- 【VR】超淫語!激エロ!ドS痴女メンズエステの死ぬほど気持ちいい強●射精VR 私の極テク味わって最高の射精してみてはいかが 相沢みなみ（2021年1月21日、アイデアポケット）
- 【VR】ボクの事が好きすぎる愛人みなみ先輩とのハメられまくり浮気旅行VR 相沢みなみ（2021年4月1日、アイデアポケット）
- 相沢みなみに射精の瞬間もベロキスで塞がれたままフィニッシュする新企画VR!人物の色味バッチリ綺麗!ねっとり唾液たっぷり痴女で騎乗位満載!アナタがイク時もみなみがイク時もキスでビクビク絶頂!（2021年6月17日、アイデアポケット）
- 両親不在の夏休み…家庭教師みなみ先生とイケナイ汗だく性交に溺れてしまったボク… 相沢みなみ（2021年8月5日、アイデアポケット）
- 【ASMR淫語】 痴女医のおち○ぽ転がし射精管理VR 乳首舐め手コキ・性感帯いじりフェラ・密着騎乗位!焦らし・寸止め…なかなかイカせてくれないイジワルなみなみ先生にドハマり中!!...（2021年9月9日、アイデアポケット）
- ボクにだけ見せる欲求サイン!!会社では鬼上司!家ではドエロ子猫!ツンデレ上司の異常欲求に毎日応える秘密のセックス暮らしVR... (2021年11月2日、アイデアポケット）
- 天井特化 サークル夏合宿VR (1)美顔が見切れない (2)覆い被さる臨場感 (3)愛されてる感MAX!最高級画質＆画角で送る美人を見るには最適環境天井特化アングル (2022年01月20日、アイデアポケット）
- ラブホ相部屋逆NTR（2022年3月7日、アイデアポケット）
- トロけるディープキス激情接吻Sex VR (2022年4月29日、アイデアポケット）
- 教え子にホテルへ誘われ一線越えVR (2022年7月8日、アイデアポケット）
- スクールカースト頂点のギャル「みなみ」が因縁をつけてボクの童貞を奪いに来た。 (2022年8月26日、アイデアポケット）
- 汗・涎・潮・マン汁 相沢みなみエロ体液溢れるウエット性交VR (2022年10月28日、アイデアポケット）
- 相沢みなみと究極イチャラブ同棲生活VR (2023年05月31日、アイデアポケット）
- 【VR】【8K×顔面特化VR】ドキドキが止まらない！相沢みなみの吐息や鼓動を至近距離で感じながら超リアルな没入セックスVR！(2023年06月21日、アイデアポケット）
- 【VR】【8KVR】ラストSEX… 絡み合う舌、交わるカラダ、全てを曝け出し切った濃密セックス 10射精！！2SEX4コーナー！ 相沢みなみ（2023年9月8日、アイデアポケット）

### イメージビデオ
- 僕のお嫁さんは相沢みなみ（2018年8月30日、JUICY HONEY、EHM–017）
- 裸神 相沢みなみ (2019年7月25日、Aircontrol、OAE-188)
- SPY Film 相沢みなみ（2019年11月25日、Aircontrol、OAE-194）
- Minami Private Smile・相沢みなみ(2020年12月3日、REbecca、E-346REBD00513）

### トレーディングカード
- AVC ジューシーハニーコレクションカード PLUS#5（2019年12月15日、ミント）
- AVC ジューシーハニーコレクションカード PLUS#8（2020年10月24日、ミント）
- AVC ジューシーハニーコレクションカード PLUS#12（2021年10月30日、ミント）
- AVC ジューシーハニーコレクションカード DELUXE EDITION 2022（2022年6月25日、ミント）
- LOVIN’ YOU Prologue（2023年3月28日、HappinessVision）
- AVC ジューシーハニーコレクションカード DELUXE EDITION 2023（2023年6月24日、ハバロッサ）

### 写真集
- aiminami（2020年12月13日、彩文館出版、撮影：鈴木ゴータ）ISBN 978-4775606322
- Mi（2022年1月16日、彩文館出版、撮影：斉木弘吉）ISBN  978-4775606469

### 音楽

#### アルバム
- my pleasurE（2025年1月11日、BP Records）

## 出演

### テレビ
- 阿部乃ちゃんねる（2017年9月3日・10月1日・2018年12月2日・2019年10月1日、エンタ!959）
- 桃さんぽ（2018年2月、エンタ!959） - 横浜中華街編ゲスト
- じっくり聞いタロウ〜スター近況（秘）報告〜（2019年6月7日、テレビ東京） - 見届けゲスト
- もう!バカリズムさんの超H! #16（2020年8月3日、フジテレビONE）
- セクシー女優カラオケグランプリ～キラキラした思い出を添えて～（2021年3月31日、BSスカパー!）[46]
- 東京愛情動作故事 東京アンダーヘア（2023年8月19日、9月9日、myTV SUPER）- 相澤南 役[47][48]
- 獨食好西 Oishi kansai（2024年7月、myTV SUPER）全12回[49]

### ラジオ
- ねむチキ（2021年8月1日・8日・2022年10月16日・23日、TBSラジオ）

### ウェブテレビ
- 極楽とんぼKAKERUTV（2018年9月13日、AbemaTV）[50]
- スピードワゴンの月曜The NIGHT（2019年6月11日[51] - 9月3日[52]・9月10日[53]、AbemaTV）第4代女性準レギュラー
- 全裸監督3・4話（2019年8月全話配信、Netflix）- 小林りょうこ 役
- カチコチTV（2020年12月18日 - 、FANZA見放題Chライト）
- 春のパンツまつり2021（2021年3月30日、春のパンツまつり公式サイト）- 村人 役[54]
- ココだけの際どい話: 日本編（原題：성+인물: 일본 편／英題：Risqué Business: Japan）（2023年4月25日、Netflix）[55]
- 相席食堂プライムビデオSP #4（2023年7月28日、Amazonプライム・ビデオ）

### インターネットラジオ
- 相沢みなみのミニャクルラジオ♪（2020年3月1日 - 2023年7月17日、ラジオクロニクル）[56]
- Minami's "Love the life you live."（2023年8月17日 - 2024年9月14日、ラジオクロニクル）

### 映画
- 爛れた関係 猫股のオンナ（2019年9月13日、オーピー映画）- 砥部茜 役[57]

### ゲーム
- 新宿スカウトバトル（2019年12月2日、DMM GAMES）- モンゴル相撲が得意な元デリヘル嬢・相沢みなみ 役[58]

### 広告・モデル
- NPG・相沢みなみのお気に入りコスチュームシリーズ（コスプレ衣装商品）・モデル[59]（2020年、日暮里ギフト）

### パチンコ
- Pジューシーハニー極嬢MA（2025年1月、サンセイアールアンドディ）[60]